# Dumitru Ceacanica
Dumitru Ceacanica (n. 27 octombrie 1918, Cernavodă, Constanța, România – d. mai 1987) a fost un ofițer criminalist de miliție, devenit celebru pentru rezolvarea unor cazuri complicate și prinderea unor criminali în serie.

## Biografie
Provenea dintr-o familie de origine greacă și a luptat în cel de-al Doilea Război Mondial pe frontul din Crimeea. A fost angajat în cadrul Poliției București și a fost promovat treptat până la gradul de comisar. După înființarea Miliției în 1949, Dumitru Ceacanica a devenit ofițer de miliție, avansând până la gradul de colonel, pe care l-a obținut în 1981.
A decedat în mai 1987 după o lungă și grea suferință și a fost înmormântat în ziua de 16 mai 1987 în Cimitirul Ghencea-militar.
Colonelul Ceacanica a fost avansat post-mortem la gradul de general-maior (cu o stea) printr-un decret al președintelui Ion Iliescu din 2 noiembrie 1992.

## Distincții
- Ordinul „Pentru servicii deosebite aduse în apărarea orînduirii sociale și de stat” clasa a III-a (31 august 1961) „pentru rezultate deosebite obținute în îndeplinirea sarcinilor de serviciu”[4]

## Cărți
- În luptă cu necunoscutul, Serviciul Editorial al Ministerului de Interne, București, 1976, 238 p.
- În slujba legalității, Serviciul Editorial al Ministerului de Interne, București, 1979, 145 p.
- Însemnările unui criminalist, Ed. Militară, București, 1980, 292 p.
- Amintirile unui criminalist, Ed. Lucky, București, 1995, 366 p.

## Filmografie

### Consilier criminalist
- Cercul magic (1975) – consilier criminalist
- Bietul Ioanide (1980) – consilier criminalistică (menționat Dumitru Ciacanica)